# 通訊監察
通訊監察（俗稱監聽），指國家基於犯罪偵查或國家安全所需要，依法對公民私密性的通訊予以攔截、讀取、調閱相關資訊的刑事偵查行為，學說上有認為屬於強制處分的一種。由於監聽對人民的隱私權及秘密通訊自由構成重大侵害，一般法治國家普遍對監聽皆有嚴格規範，包括事前需聲請法院許可、或事後陳報法院核准等。如果國家機關未依法進行通訊監察，亦將影響其所監聽而得的內容，是否得作為證據以供法院判決使用。

## 各地情況

### 中華民國（臺灣）
在臺灣，監聽的法律依據為《通訊保障及監察法》（簡稱「通保法」）。依通保法第5條規定，原則上僅限偵查最低本刑為3年以上有期徒刑之犯罪才可以實施通訊監察，但是基於偵查實務考量，例外地允許偵查某些最低本刑為3年以下有期徒刑之罪時也可以實施監聽（即「重罪原則」）。監聽前必須先有事實認為監聽對象可能涉嫌犯罪（必要性原則），且需遵守「令狀原則」，除緊急情況外需聲請法院核發通訊監察書（俗稱監聽票），始為適法。
執行
- 網際網路數位訊號監聽則為檢調之重要犯罪情報來源獲取方法，但如果其使用的通訊軟體有事先加密，且發行公司不提供解碼方式時，將只能得到毫無意義的亂碼[1]
- 利用網路監聽工具取得稽核紀錄(log) ，經由稽核紀錄及內容的分析，犯嫌上網的時間與地點與詳情，可確認犯嫌犯罪實證作為

違法監察
依《通保法》規定，違法監察他人通訊者，將負刑事責任，最高可處七年有期徒刑。另外，偵查機關未依法監察者，其監聽內容將可能無法作為證據使用。（參見：刑事訴訟法 （页面存档备份，存于）第158條之4）

## 相關
- 合法监听

- 政府监听项目列表
- 電話竊聽
- 證據
- 監視
- 馬王政爭
- 史諾登